# Malena Jönsson
Malena Gabriella Jönsson, född 9 november 1963 i Stockholm, är en svensk pianist och keyboardist. Hon var medlem i Tant Strul 1980–1985 och i duon Kajsa och Malena 1985–1988 samt 1996.
Jönsson har senare varit verksam som teatermusiker, skivbolagsdirektör för Diva Records och barnteatermusiker/skådespelare i gruppen Tant Sol.
1995 kom hennes soloalbum Still.
Jönsson är gift med skådespelaren Anders Beckman.